# بخش روکه پرز
بخش روکه پرز پارتیدو (به اسپانیایی: Partido de Roque Pérez) یک منطقهٔ مسکونی در آرژانتین است که در استان بوئنوس آیرس واقع شده‌است. بخش روکه پرز پارتیدو ۱٬۶۰۰ کیلومتر مربع مساحت و ۱۰٬۹۰۲ نفر جمعیت دارد.